# 브랜디역 전투
브랜디역 전투(Battle of Brandy Station)는 게티스버그 전역 초반부에 알프레드 플레손톤 소장의 북군 기병대와 젭 스튜어트의 남군 기병대 간에 벌어진 남북 전쟁 중의 가장 두드러진 기병 전투다. 이 전투는 버지니아주 쿨피퍼 카운티에서 1863년 6월 9일 벌어졌다.
플레손톤은 브랜디역에서 새벽에 스튜어트의 기병대를 급습했다. 하루 종일 치른 전투에서 행운이 반복되어 북군은 근처에 있던 로버트 리의 보병부대를 발견하지 못하고 철수했다. 이 전투는 동부 전선에서 남군 기병대의 최고 절정기였다. 전쟁 중 이때부터 북군 기병대가 우세해졌다.

## 배경
챈슬러즈빌 전투에서 승리한 후 승리감에 취한 남군은 쿨피퍼 카운티 (버지니아주)로 진격해들어갔다. 로버트 리의 지휘 아래에서 부대는 무적인 것처럼 보였고, 쿨피퍼 주변에서 머무르며 펜실베이니아주로 전쟁터를 옮길 준비를 했다. 북버지니아군은 프레더릭스버그 전투와 챈슬러즈빌 전투에서 자신들의 2배나 되는 포토맥군을 물리쳤지만, 굶주리고 빈약한 장비를 가진 그들은 한계를 보이고 있었다. 리는 북쪽으로 진격하여 부하들을 위해 군마, 장비, 그리고 식량을 확보할 생각이었다. 6월 5일 제임스 롱스트리트와 리처드 S. 이월이 지휘하는 2개 보병군단이 쿨피퍼 일대에 주둔지를 차렸다. 마을 북쪽 약 7.8km (6마일)에 래퍼해녹강 방어선을 지키며, 스튜어트는 그의 기병대를 야영시켰다. 그들의 임무는 적의 기습에 대비하여 남군 보병군단을 은폐/엄호하는 것이었다.
남군 기병대의 대부분은 브랜디역에 주둔하고 있었다. 스튜어트는 리 장군으로부터 그의 부대의 충실한 눈이 될 것을 요구받았다. 리의 요구에 따라, 6월 8일 약 9천명의 말에 올라탄 기병대가 햇볕에 반짝이는 세이버 검을 들고 리가 지켜보는 단상을 처음에는 걸음으로, 그리고 완전히 빠른 걸음으로 지나갔다. 현재도 버지니아 경찰서가 점유하고 있는 일부를 빼면 1863년 당시 그대로 보존되어 있다.
6월 9일 아침, 래패허녹 강 일대에 불쾌한 안개가 가득 찼다. 남군은 몰랐던, 3,000명의 보병과 8,000명의 기병의 혼성 편성된 북군이 반대편에 있었다. 스튜어트 기병대의 행동을 오해한 북군의 알프레드 플레손톤 소장은 그들을 공격하기로 결심했다. 플레손톤의 공격 계획은 적군을 위협할 공격대를 2개로 나누어, 하나는 브랜디역에서 북쪽으로 2마일 떨어진 비벌리 포드에서 강을 건너고, 다른 하나는 4마일 아래쪽으로 내려가 켈리 포드에서 강을 건너는 것이었다. 2개의 갈라진 창이 만나면 남군 기병대는 포위를 당해 기습을 당해 수적 우세를 앞세워 두들길 수 있었다.

북군의 작전 계획. 양측방으로 우회한 북군 기병대가 계획대로 만나면 남군은 래퍼해녹 강과 2개 북군 부대 사이에 포위당할 수 있는 상황이었다. 스튜어트는 강 건너편에 북군의 존재를 몰랐고, 북군의 작전은 거의 성공할 뻔했다. 그러나, 뒤늦게 상황을 알게 된 남군은 재빠르게 탈출하여 포위당할 위기에서 벗어났고, 북군의 계획은 실패로 돌아갔다. 하지만, 자신의 실수로 벌어진 이 전투 때문에 스튜어트는 몹시 자존심을 상했다.

## 전투
아침 일찍 스튜어트는 강으로부터 귀에 거슬리는 총성을 들었다. 곧 그의 소부대가 북군 기병대가 비벌리 포드에서 건너와 세인트 제임스 교회와 기 하우스 언덕을 향해 좁은 길을 따라 돌격하고 있다는 소식을 들고 그의 플리트우드 하이츠 사령부로 달려왔다. 스튜어트가 적들을 세인트제임스 교회에서 저지하고 있다는 보고를 접하자마자, 북군 기병대가 후방에 나타났다는 놀라운 보고를 들었다. 켈리포드를 횡단하여 라 그랑제를 거쳐 스티븐스버그까지 진출한 북군의 선두부대가 스티븐스버그 도로로부터 플리트우드로 접근하는 것이 보였다.
유일한 1문의 포가 플리트우드 언덕 정상에 있었고, 스튜어트의 사령부를 지켜주기에 변변찮은 것이었다. 하지만 이 1문의 포가 북군을 향해 포격을 가하자 북군 기병들은 진격을 멈췄다. 시간과 경주끝에 남군 기병대는 새로운 위협에 대응하고자 세인트 제임스의 전투지선으로 물러났다. 북군 기병대가 이전에는 전투에서 이런 전투력을 보여준 적이 없었다. 스튜어트의 사령부도 쓸렸고, 세인트제임스의 후방 방어선으로 철수했다. 윌리엄 해리 피츠휴 리 소장의 기병대가 지원부대로 브랜디역에서 약 9.8km(7마일) 떨어진 리틀 포크 교회에서 달려와 스튜어트를 구했다. 12시간의 전투 후 북군은 강 맞은편 북쪽으로 철수했다.
자칫하면 북군의 작전에 말려 강과 북군 사이에 포위당해 전멸할 수도 있었던 위기에서 벗어난 스튜어트와 남군 기병대였지만, 이 전투로 스튜어트의 명성은 상처를 입었고, 스튜어트는 자존심을 심하게 다쳤다. 스튜어트는 이때 입은 수치를 회복하겠다며 3개 여단 병력을 이끌고 북군 후방 깊숙이 침투하여 북버지니아군의 보병군단들의 엄호 및 북군 동태 파악을 소홀히 했고, 결과적으로 이것이 게티스버그 전투에서 리의 판단력에 좋지 않은 영향을 주었다.

## 전투 후
북군의 피해는 전사 69명, 부상 352명, 실종 및 포로 486명 등 총 907명이었다. 남군은 모두 523명을 잃었다. 대략 20,500명이 이 전투에서 전투를 했고, 전쟁 중 벌어진 최대의 기병 전투였다. 사상자 중에는 로버트 리의 아들인 로니가 있었다. 로니는 허벅다리에 중상을 입었다. 그는 하노버 코트 하우스 근처의 히코리 힐로 후송되었는데 6월 26일에 포로가 되었다.
님북전쟁 중 처음으로 북군 기병대는 전투 능력과 결단력에서 남군 기병대와 대등했다. 그리고 자만심에 당하지 않을 것이라고 생각했던 기습을 당한 것에 수치를 느낀 스튜어트는 게티스버그 전역 중 엉뚱한 행동을 하게 된다. 리의 보병군단들을 엄호하며 북군의 동태를 파악하라는 리의 명령을 어기고 단독으로 북군 후방으로 침투하여 분탕질을 한 것이다. 스튜어트 입장에서는 자신이 당한 것에 대해 복수를 한 것이었지만, 리의 입장에서는 북군 동태에 대해 아무런 정보를 획득하지 못하는 상황에 처하게 되었다.

## 참고 문헌
다음은 영어판의 참고 문헌이다.
- Eicher, David J., The Longest Night: A Military History of the Civil War, Simon & Schuster, 2001, ISBN 0-684-84944-5.
- Kennedy, Frances H., Ed., The Civil War Battlefield Guide, 2nd ed., Houghton Mifflin Co., 1998, ISBN 0-395-74012-6.
- National Park Service battle description 보관됨 2006-04-09 - 웨이백 머신